# Georg Guggenberger (Bodenkundler)

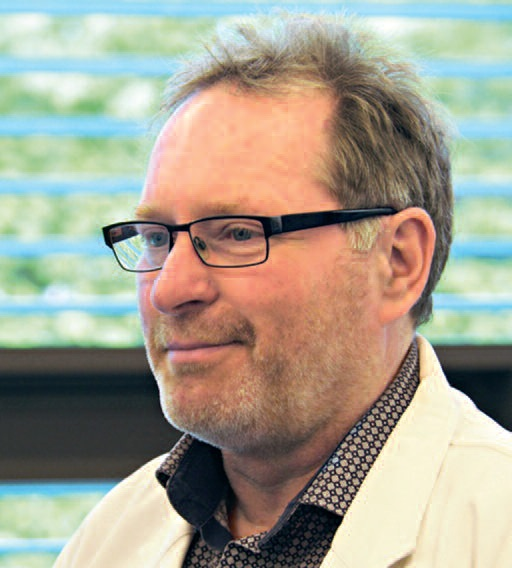
Georg Guggenberger (2015)

Georg Guggenberger (* 1963 in Würzburg) ist ein deutscher Geoökologe, Hochschullehrer für Bodenkunde mit Schwerpunkt Bodenchemie an der Leibniz Universität Hannover und Leiter des Instituts für Bodenkunde.
Zudem ist er Altpräsident der Deutschen Bodenkundlichen Gesellschaft (DBG).

## Leben und Wirken
Georg Guggenberger wuchs als Sohn von Elisabeth und Erwin Guggenberger im Ortsteil Unterwittighausen der Gemeinde Wittighausen auf und absolvierte seine Mittlere Reife an der Josef-Schmitt-Realschule Lauda-Königshofen. Als Abschluss eines Internataufenthaltes in Essen absolvierte er sein Abitur und studierte daraufhin an der Universität Bayreuth mit dem Abschluss als Diplom-Geoökologe 1987. Unterbrochen durch den Zivildienst setzte der das Studium als Doktorand bei Wolfgang Zech am Lehrstuhl für Bodenkunde und Bodengeographie der Universität Bayreuth fort. Mit der Dissertation „Eigenschaften gelöster organischer Substanzen (DOM) auf unterschiedlich immissionsbelasteten Fichtenstandorten“ wurde er 1995 zum Dr. rer. nat. promoviert.
Nach einer Post-Doc Tätigkeit am Natural Resource Ecology Laboratory der Colorado State University, Fort Collins, USA kehrte er nach Bayreuth zurück. Mit der Habilitationsschrift „Transformation und Funktion der organischen Bodensubstanz“ erfolgte 1998 die Habilitation mit Venia legendi für das Fach Bodenkunde an der Universität Bayreuth. Neben der Tätigkeit in Bayreuth übernahm Guggenberger zeitweilig die Vertretungsprofessur „Bodenbiologie und Bodenökologie“ an der Martin-Luther-Universität Halle-Wittenberg (1999–2001). Er folgte dem Ruf als Universitätsprofessor für „Bodenbiologie und Bodenökologie“ an diese Universität 2002. Im Jahr 2008 nahm Guggenberger den Ruf auf den Lehrstuhl Bodenkunde am Institut für Bodenkunde an der Leibniz Universität Hannover an.
In den Jahren 2016 und 2017 zählte Guggenberger laut Highly Cited Researchers zu den weltweit am häufigsten zitierten Wissenschaftlern in der Kategorie „Agricultural Sciences“.

## Forschungsschwerpunkte
- Transformations- und Stabilisierungsprozesse der organischen Bodensubstanz
- Einfluss des Landnutzungs- und Klimawandels auf die organische Bodensubstanz
- Mineral-organische Assoziationen
- Pflanzen-Mykorrhiza-Boden Interface
- C-Haushalt von Permafrostböden
- Stickstoff-Kohlenstoff Wechselbeziehungen in Böden

## Gutachterkomitee von Zeitschriften
- Biology and Fertility of Soils
- European Journal of Soil Science
- Japanisches Journal of Soil Science und Plant Nutrition

## Mitgliedschaften und Auszeichnungen (Auswahl)
- Mitglied des Fachkollegiats der Deutschen Forschungsgemeinschaft (DFG)
- Deutsche Bodenkundliche Gesellschaft, seit 2012 Vorstandsmitglied
- Enthalten in der Datenbank Highly Cited Researchers für das Wissenschaftsgebiet Agricultural Sciences – Agrarwissenschaft
- Ausgezeichnet mit dem CULTURA-Preis 2017 der Alfred Toepfer Stiftung F. V. S.[5]